# Jodie Comer

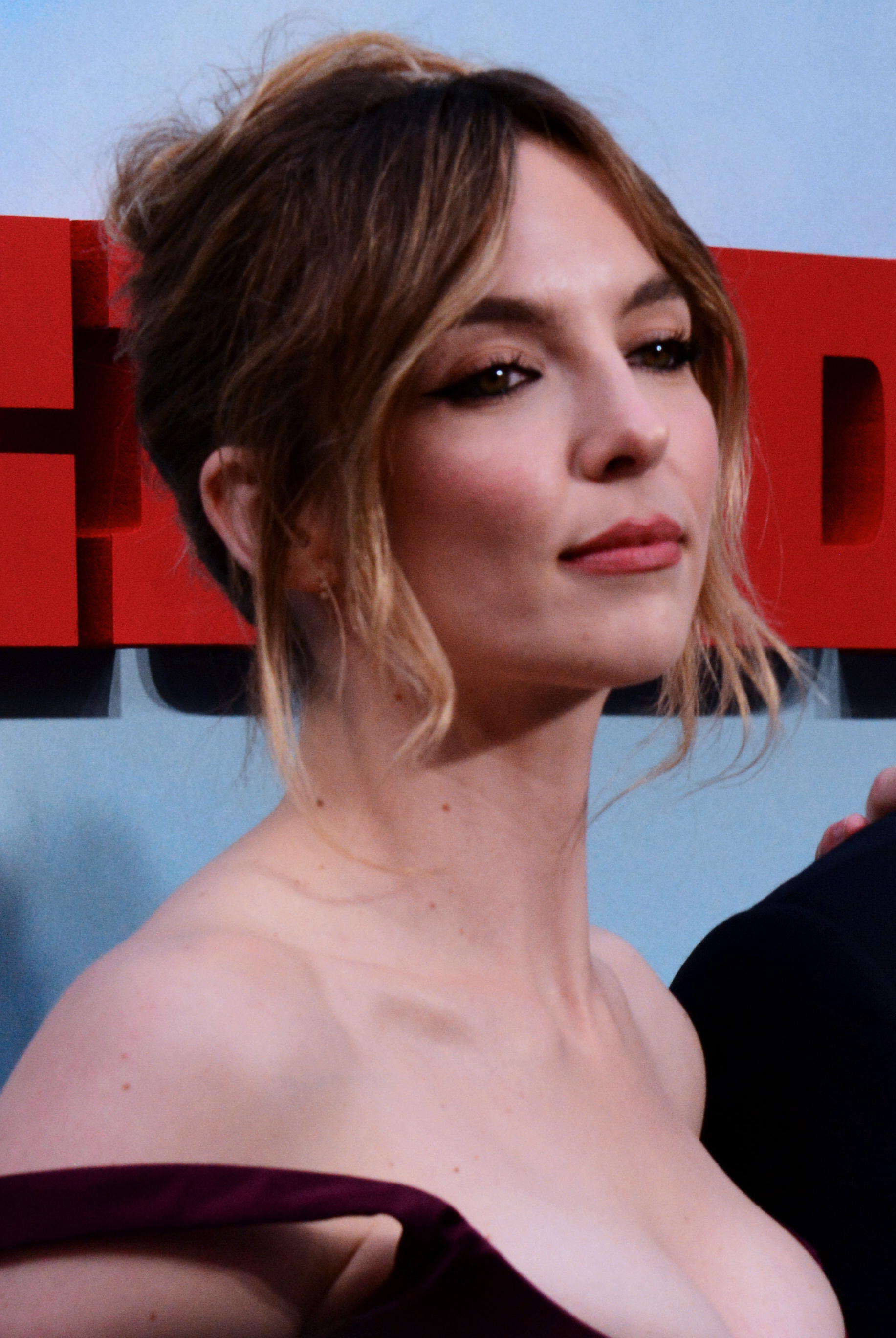
Jodie Comer na premierze Motocyklistów (2024)

Jodie Marie Comer (ur. 11 marca 1993 w Liverpoolu) – brytyjska aktorka, która zdobyła nagrodę Emmy oraz BAFTA za rolę w serialu Obsesja Eve. Grała także w filmach Free Guy, Ostatni pojedynek i Motocykliści.

## Wybrana filmografia
| Rok       | Tytuł                                 | Rola                    | Uwagi                             |
| --------- | ------------------------------------- | ----------------------- | --------------------------------- |
| 2011      | Justice                               | Sharna Mulhearne        | 5 odc.                            |
| 2012      | The Last Bite                         | Marcy                   | film krótkometrażowy              |
| 2013      | In T'Vic                              | Holliday                | film krótkometrażowy              |
| 2013-15   | My Mad Fat Diary                      | Chloe Gemell            | 16 odc.                           |
| 2014      | Remember Me                           | Hannah Ward             | miniserial, 3 odc.                |
| 2015      | Lady Chatterley's Lover               | Ivy Bolton              | film TV                           |
| 2015–2017 | Doktor Foster                         | Kate Parks              | 9 odc.                            |
| 2016      | Thirteen                              | Ivy Moxam               | miniserial, 5 odc.                |
| 2016      | Rillington Place                      | Beryl Evans             | miniserial, 2 odc.                |
| 2017      | Biała księżniczka                     | Elżbieta York           | gł. rola, 8 odc.                  |
| 2017      | England is Mine                       | Christine               | film kinowy                       |
| 2018      | Snatches: Moments From Women's Lives  | Linda                   | odcinek: "Bovril Pam"             |
| 2018–2022 | Obsesja Eve                           | Villanelle              | serial, gł. rola                  |
| 2019      | Either Way                            | Ona sama                | film krótkometrażowy dla Loewe    |
| 2019      | Gwiezdne wojny: Skywalker. Odrodzenie | Miramir (matka Rey)     | cameo                             |
| 2020      | Talking Heads                         | Lesley                  | odcinek: "Her Big Chance"         |
| 2021      | Free Guy                              | Molotov Girl            | film kinowy                       |
| 2021      | Ostatni pojedynek (The Last Duel)     | Marguerite de Carrouges | film kinowy                       |
| 2021      | Pomoc (Help)                          | Sarah                   | film TV, również producent wykon. |
| 2023      | Motocykliści (The Bikeriders)         | Kathy                   | film kinowy                       |
| 2023      | Nowa nadzieja (The End We Start From) | Matka                   | film kinowy                       |

## Nagrody i nominacje
| Rok  | Nagroda                                  | Kategoria                                       | Nominacja za                         | Wynik     |
| ---- | ---------------------------------------- | ----------------------------------------------- | ------------------------------------ | --------- |
| 2016 | I Talk Telly Awards                      | Najlepsza aktorka w serialu dramatycznym        | Thirteen                             | Nominacja |
| 2016 | RadioTimes.com Reader Awards             | Najlepsza aktorka                               | Thirteen                             | Nominacja |
| 2016 | TV Choice Awards                         | Najlepsza aktorka                               | Thirteen                             | Nominacja |
| 2017 | Nagrody Telewizyjne Akademii Brytyjskiej | Najlepsza pierwszoplanowa aktorka telewizyjna   | Thirteen                             | Nominacja |
| 2017 | Royal Television Society Awards          | Najlepsza aktorka                               | Thirteen                             | Nominacja |
| 2018 | Dorian Awards                            | Aktorka telewizyjna roku                        | Obsesja Eve                          | Nominacja |
| 2018 | Female First Awards 2018                 | Aktorka telewizyjna roku                        | Obsesja Eve                          | Wygrana   |
| 2018 | Gold Derby Awards                        | Najlepsza aktorka w serialu dramatycznym        | Obsesja Eve                          | Nominacja |
| 2018 | I Talk Telly Awards                      | Najlepsza aktorka w serialu dramatycznym        | Obsesja Eve                          | Nominacja |
| 2018 | Marie Claire Future Shaper Awards        | Acting High Flyer                               | Obsesja Eve                          | Wygrana   |
| 2018 | Television Critics Association           | Indywidualne osiągnięcie w serialu dramatycznym | Obsesja Eve                          | Nominacja |
| 2019 | National Television Awards               | Najlepszy występ w serialu dramatycznym         | Obsesja Eve                          | Nominacja |
| 2019 | Broadcasting Press Guild Awards          | Najlepsza aktorka                               | Obsesja Eve                          | Wygrana   |
| 2019 | Critics Choice Awards                    | Najlepsza aktorka w serialu dramatycznym        | Obsesja Eve                          | Nominacja |
| 2019 | Gold Derby Awards                        | Najlepsza aktorka w serialu dramatycznym        | Obsesja Eve                          | Wygrana   |
| 2019 | Royal Television Society Award           | Najlepsza aktorka                               | Obsesja Eve                          | Wygrana   |
| 2019 | Stylist Remarkable Women Awards          | Najlepszy artysta sceniczny                     | Obsesja Eve                          | Wygrana   |
| 2019 | Nagrody Telewizyjne Akademii Brytyjskiej | Najlepsza pierwszoplanowa aktorka telewizyjna   | Obsesja Eve                          | Wygrana   |
| 2019 | MTV Movie & TV Awards                    | Najlepszy czarny charakter                      | Obsesja Eve                          | Nominacja |
| 2019 | Television Critics Association           | Indywidualne osiągnięcie w serialu dramatycznym | Obsesja Eve                          | Nominacja |
| 2019 | TV Choice Awards                         | Najlepsza aktorka                               | Obsesja Eve                          | Wygrana   |
| 2019 | Primetime Emmy Awards                    | Najlepsza aktorka w serialu dramatycznym        | Obsesja Eve                          | Wygrana   |
| 2019 | Broadcast Digital Awards                 | Najlepszy krótkometrażowy serial dramatyczny    | Snatches: Moments from Women's Lives | Wygrana   |
| 2020 | Critics Choice Awards                    | Najlepsza aktorka w serialu dramatycznym        | Obsesja Eve                          | Nominacja |
| 2020 | Złoty Glob                               | Najlepsza aktorka w serialu dramatycznym        | Obsesja Eve                          | Nominacja |
| 2020 | Nagroda Satelita                         | Najlepsza aktorka w serialu dramatycznym        | Obsesja Eve                          | Nominacja |
| 2020 | Nagroda Gildii Aktorów Ekranowych        | Najlepsza aktorka w serialu dramatycznym        | Obsesja Eve                          | Nominacja |
| 2020 | National Television Awards               | Najlepszy występ w serialu dramatycznym         | Obsesja Eve                          | Nominacja |
| 2020 | NME Awards                               | Najlepszy aktor telewizyjny                     | Obsesja Eve                          | Nominacja |
| 2020 | Nagrody Telewizyjne Akademii Brytyjskiej | Najlepsza pierwszoplanowa aktorka telewizyjna   | Obsesja Eve                          | Nominacja |
| 2020 | TV Choice Awards                         | Najlepsza aktorka                               | Obsesja Eve                          | Wygrana   |
| 2020 | Primetime Emmy Awards                    | Najlepsza aktorka w serialu dramatycznym        | Obsesja Eve                          | Nominacja |
| 2021 | Złoty Glob                               | Najlepsza aktorka w serialu dramatycznym        | Obsesja Eve                          | Nominacja |
| 2021 | MTV Movie & TV Awards                    | Najlepszy pocałunek                             | Obsesja Eve                          | Nominacja |
| 2021 | Nagrody Telewizyjne Akademii Brytyjskiej | Najlepsza pierwszoplanowa aktorka telewizyjna   | Obsesja Eve                          | Nominacja |